# In Your House 1
In Your House 1 foi um pay-per-view de wrestling profissional realizado pela World Wrestling Federation (WWF), que aconteceu em 4 de maio de 1995 no Onondaga War Memorial em Syracuse, Nova Iorque. Esta foi a primeira edição da cronologia do In Your House.

## Resultados
| Nº                                          | Resultados                                                                                                 | Estipulações                                  | Tempo |
| ------------------------------------------- | --- | --------------------------------------------- | ----- |
| Free For All                                | Jean-Pierre Lafitte derrotou Bob Holly                                                                     | Luta individual                               | N/A   |
| 1                                           | Bret Hart derrotou Hakushi (com Shinja)                                                                    | Luta individual                               | 14:39 |
| 2                                           | Razor Ramon derrotou Jeff Jarrett e The Roadie                                                             | Luta 2-contra-1                               | 12:40 |
| 3                                           | Mabel (com Mo) derrotou Adam Bomb                                                                          | Luta de qualificação para o King of the Ring  | 01:53 |
| 4                                           | Owen Hart & Yokozuna (c) (com Jim Cornette e Mr. Fuji) derrotaram The Smoking Gunns (Billy e Bart)         | Luta de duplas pelo WWF Tag Team Championship | 05:44 |
| 5                                           | Jerry Lawler derrotou Bret Hart                                                                            | Luta individual                               | 05:09 |
| 6                                           | Diesel (c) derrotou Sycho Sid (com Ted DiBiase) por desqualificação                                        | Luta individual pelo WWF Championship         | 11:31 |
| Dark                                        | Bam Bam Bigelow derrotou Tatanka (com Ted DiBiase)                                                         | Luta individual                               | N/A   |
| Dark                                        | The Undertaker (com Paul Bearer) derrotou Kama (com Ted DiBiase)                                           | Luta individual                               | N/A   |
| Dark                                        | The British Bulldog vs. Owen Hart (com Jim Cornette) acabou sem vencedor devido ao estouro do tempo limite | Luta de qualificação para o King of the Ring  | 15:00 |
| (c) – Refere-se aos campeões antes da luta. | |                                               |       |